# Sergentomyia exastis
Sergentomyia exastis är en tvåvingeart som först beskrevs av Quate 1965.  Sergentomyia exastis ingår i släktet Sergentomyia och familjen fjärilsmyggor.
Artens utbredningsområde är Filippinerna. Inga underarter finns listade i Catalogue of Life.